# The Dog Who Saved Christmas Vacation
The Dog Who Saved Christmas Vacation es una secuela de 2010 de la película The Dog Who Saved Christmas en 2009. La película es protagonizada por Paris Hilton (en su primer papel de voz) y Mario Lopez. Se estrenó en ABC Family el 28 de noviembre de 2010 durante una cuenta regresiva de 25 Días de Navidad.

## Trama
La película comienza con la familia llengo a un albergue de esquí en Colorado. Cuando llegan a su piso, encuentran el hermano de Belinda y su hijo quedándose en el mismo piso. Junto con los chicos estaba una perra llamada Bella, y Zeus inmediatamente se enamora de ella. A pesar de los invitados sorpresa, George trata de tener la mejor Navidad de todas. Mientras tanto, Ted y Stewey están tras el collar de London James, así que lo roban, pero accidentalmente lo dejan en una tienda de regalos, cuando Gary deja a Zeus comprarlo por Bella. Ted y Stewey secuestran a Bella, así que Zeus va por ella. La familia encuentra a los perros en el pueblo. London James obtiene su collar, Ted y Stewey son arrestados, y Zeus y Bella se convierten en una pareja.

## Elenco
- Mario Lopez como Zeus (voz).
- Paris Hilton como Bella (voz).
- Elisa Donovan como Belinda Bannister.
- Gary Valentine como George Bannister.
- Dean Cain como Ted Stein.
- Joey Diaz como Stewey McMann.
- Brennan Bailey

Producida y dirigida por Michael Feifer.